# Christophorus (Zeitung)
Christophorus war eine katholische Jugendzeitung in der DDR, die lediglich von April 1952 bis Januar 1953 erschien. Sie war neben der evangelischen Stafette die einzige bekannte christliche Jugendzeitung in Nachkriegsostdeutschland.
Im April 1952 erschien der Christophorus als zweite deutschsprachige katholische Kirchenzeitung in der DDR, nachdem seit Mai 1951 der Tag des Herrn und seit Dezember 1950 der sorbischsprachige Katolski Posoł erschienen war. Sie war eine Monatsschrift für die katholische Jugend. Chefredakteur war ebenfalls Josef Gülden. Als Redakteur arbeitete Wilhelm Erben zusammen mit Elisabeth Antkowiak und Joachim Manns. Sie erschien in einer Auflage von 25000 Exemplaren, einem Umfang von zwölf Seiten und in dem Format 24 mal 16,5 Zentimetern. Die Zeitung war nur im Abonnement zu bekommen. Ein öffentlicher Verkauf von Kirchenzeitungen erfolgte in der DDR nicht. Sie wurde von der katholischen Jugend begeistert aufgenommen, so dass die politischen Stellen misstrauisch wurden. Bereits im Januar 1953 musste die Jugendzeitschrift ihr Erscheinen einstellen.